# آیاکوی ۴۶۴۱
سیارک ۴۶۴۱ (به انگلیسی: 4641 Ayako، نامگذاری:1990QT3)۴۶۴۱مین سیارک کشف شده‌است که در ۳۰ اوت ۱۹۹۰ کشف شد.
قدر مطلق سیارک برابر ۲۴.۲ است.